# Красновка (Светлогорский район)
Красновка (бел. Кра́снаўка) — деревня в Красновском сельсовете Светлогорского района Гомельской области Республики Беларусь. Административный центр Красновского сельсовета.

## География

### Расположение
В 45 км на северо-запад от Светлогорска, 22 км от железнодорожной станции Мошны (на ветке Бобруйск — Рабкор от линии Осиповичи — Жлобин), 115 км от Гомеля. 

### Гидрография
На правом берегу реки Березина (приток реки Днепр).

## Транспортная сеть
Транспортные связи по просёлочной, затем автомобильной дороге Бобруйск — Светлогорск. На западе от деревни пролегает автомобильная дорога Р31.
Планировка состоит из почти прямолинейной улицы, ориентированной с юго-востока на северо-запад. Застройка двусторонняя, деревянная, усадебного типа. В 1987 году построено 50 кирпичных домов, в которых разместились переселенцы из мест, загрязнённых радиацией после катастрофы на Чернобыльской АЭС.

## История
Обнаруженные археологами поселения эпохи мезолита, датируемые VIII—V тысячелетиями до н. э. (100 м на северо-запад и 250 м на юго-восток от деревни, на первой надпоймовой террасе правого берега Березины) свидетельствуют о деятельности человека в этих местах с давних времён.
Согласно письменным источникам известна с XVIII века как селение в Речицком уезде Минской губернии. В 1811 году во владении помещика Гольста. В 1879 году обозначена в числе селений Королёвослободского церковного прихода. Работала лесопилка Южно-русского лесопромышленного товарищества. В 1908 году в Паричской волости Бобруйского уезда Минской губернии. В 1910 году открыта школа, которая размещалась в наёмном крестьянском доме, в 1914 году для неё выделено отдельное здание.
В 1930 году организован колхоз «Культура», работала ветряная мельница. В 1939 году в деревню переселены жители хутора Запрудье. С 16 июля 1954 года центр Красновского сельсовета Паричского, с 29 июля 1961 года Светлогорского районов. Согласно переписи 1959 года располагались средняя школа, клуб, библиотека, фельдшерско-акушерский пункт, отделение связи, магазин.
На территории Красновского сельсовета находились (в настоящее время не существующие): до 1933 года — деревня Журин, которая после переезда жителей в деревню Казакова Вишнёвского сельсовета Бобруйского района перестала существовать, до 1935 года — хутор Колосов, до 1936 года — хутор Мехов, посёлок Селец, до 1939 года — посёлок Будищи, хутора Запрудье и Стражи, Во время Великой Отечественной войны сожжена оккупантами и не восстановливалась деревня Козы, до 1944 года — деревня Баранний Рог, посёлок Прудищи.

## Население

### Численность
- 2021 год — 128 жителей

### Динамика
- 1908 год — 68 дворов 314 жителей
- 1917 год — 386 жителей
- 1925 год — 81 двор
- 1959 год — 308 жителей (согласно переписи)
- 2004 год — 100 хозяйств, 212 жителей
- 2021 год — 128 жителей

## Достопримечательность
- Стоянка периода мезолита —  Историко-культурная ценность Республики Беларусь, шифр 313В000762